# Edith Grey Wheelwright
Edith Gray Wheelwright (1868–1949) fue una escritora y botánica británica. Se desempeñó como secretaria de la sucursal de Bath de la Unión Nacional de Sociedades de Sufragio de Mujeres (NUWSS, por sus siglas en inglés) desde 1909 hasta 1913. 

## Biografía

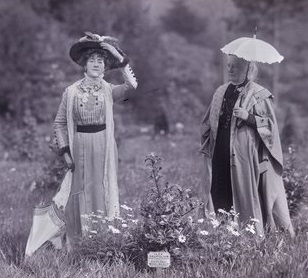
Edith Wheelwright y Lilias Ashworth Hallett, 1911

Wheelwright nació en 1868 en Crowhurst, Surrey. Estudió botánica y geología en Oxford.
Fue autora de tres novelas; La venganza de Medea (1894), Anthony Graeme (1895) y Un despertar lento (1902). Además, escribió para las publicaciones Girl's Own Paper y Great Thoughts.  En sus últimos años, escribió cinco libros sobre el tema de plantas medicinales y jardinería.  Comenzó una amistad con Beatrix Potter debido a su interés mutuo en las plantas.  
Wheelwright inicialmente se involucró con el movimiento sufragista británico a través de la Unión Social y Política de Mujeres, pero la dejó porque prefería la postura no militante de la Unión Nacional de Sociedades de Sufragio de Mujeres. Fue secretaria de la sucursal de Bath del NUWSS de 1909 a 1913.
Falleció el 24 de septiembre de 1949 en Clevedon por envenenamiento accidental con gas de carbón.